# Lijst van Belgische adelsverheffingen 1921
Personen die in 1921 in de Belgische adel werden opgenomen of een adellijke titel verkregen.

## Graaf
- Baron Ernest Descantons de Montblanc et d'Ingelmunster (1838-1925), getrouwd met Marguerite de Beughem de Houtem (1866-1946), de titel graaf, overdraagbaar bij eerstgeboorte.

## Burggraaf
- Jonkheer Jean-François de Biolley (1867-1930), titel van burggraaf, overdraagbaar bij eerstgeboorte.
- Jonkheer Joseph de Hemptinne (1859-1942), volksvertegenwoordiger, de titel graaf, overdraagbaar bij eerstgeboorte.
- Burggraaf Albert de Jonghe d'Ardoye (1848-1920), uitbreiding van de titel tot alle afstammelingen die de naam dragen. De vergunning werd in 1920 verleend, maar Albert de Jonghe overleed nog voor hij de open brieven kon lichten. Zijn weduwe deed het in 1921. Ondanks deze uitbreiding stierf deze tak uit in 1991.
- Jonkheer Hadelin-Gustave du Parc (1864-1946), de titel burggraaf, overdraagbaar bij eerstgeboorte.
- Jonkheer Emile-Joseph du Parc (1871-1951), de titel burggraaf, overdraagbaar bij eerstgeboorte.
- Jonkheer Georges Terlinden (1851-1947), procureur-generaal, de titel burggraaf, overdraagbaar bij eerstgeboorte.
- Jonkheer Léon de Walckiers (1869-1946), luitenant-kolonel, de titel burggraaf, overdraagbaar bij eerstgeboorte.

## Baron
- Herman Baltia (1863-1938), luitenant-generaal, verheffing, erfelijke adel, baron, overdraagbaar bij eerstgeboorte, (geen nakomelingen, uitgedoofd 1938).
- Charles Belpaire Woeste (Luik, 1895 - Brugge, 25 augustus 1940), Kapitein-commandant, zwaar gewond tijdens de Achttiendaagse Veldtocht, getrouwd met Jeanne Woeste, dochter van Charles Woeste, erfelijke adel. Kinderloos gebleven.
- Jonkheer Charles-Ferdinand Cartuyvels de Collaert (1867-1934), kolonel, de persoonlijke titel van baron (in 1927 uitgebreid tot erfelijke titel, overdraagbaar bij eerstgeboorte).
- Jonkheer Louis de Dorlodot (1876-1959), titel van baron, overdraagbaar bij eerstgeboorte (de zonen werden Frans staatsburger).
- Honoré Drubbel (1855-1924), luitenant-generaal, erfelijke adel en titel baron, overdraagbaar bij eerstgeboorte (zonder nakomelingen).
- Jonkheer Louis Empain, senator, de titel baron, overdraagbaar bij eerstgeboorte.
- Jonkheer Jean della Faille de Leverghem (1851-1929), de titel baron, overdraagbaar bij eerstgeboorte. Zijn zoon André (1887-1918) sneuvelde tijdens de laatste gevechten van de Eerste Wereldoorlog. Zijn weduwe kreeg vergunning de titel barones te dragen terwijl haar schoonvader nog in leven was.
- Jonkheer Paul Holvoet (1846-1927), voorzitter van het Hof van Cassatie, de titel baron, overdraagbaar bij eerstgeboorte.
- Jonkheer Edouard Kervyn de Marcke ten Driessche (1858-1930), directeur-generaal bij het Ministerie van Kolonies, de titel baron, overdraagbaar bij eerstgeboorte.
- Jonkheer Adrien de la Kethulle de Ryhove (1851-1933), eerste voorzitter van het Hof van Beroep in Gent, de titel baron, overdraagbaar bij eerstgeboorte.
- Augustin Michel du Faing d'Aigremont (1855-1931), luitenant-generaal, erfelijke adel en de titel baron, overdraagbaar bij eerstgeboorte.
- Jonkheer Napoleon de Pauw (1835-1922), de persoonlijke titel baron.
- Jonkheer Charles van Pottelsberghe de la Potterie (1866-1957), de titel baron, overdraagbaar bij eerstgeboorte.
- Jonkheer Guillaume Prisse (1880-1951), de titel baron, overdraagbaar bij eerstgeboorte.
- Jonkheer Edouard Prisse (1851-1936), de titel baron, overdraagbaar bij eerstgeboorte.
- Edouard Rolin-Jaequemyns (1863-1936), minister van Binnenlandse zaken,  erfelijke adel en de titel baron, overdraagbaar bij eerstgeboorte.
- André Rolin (1888-1956), erfelijke adel en de titel baron, overdraagbaar bij eerstgeboorte. (Zijn vader Jules Rolin had dezelfde opname en titel vroeger dat jaar ontvangen, maar overleed voor het lichten van de open brieven.)
- Jonkheer Arnold d'Udekem d'Acoz (1861-1923), de titel baron, overdraagbaar bij eerstgeboorte.
- Thomas Vinçotte (1850-1925), kunstenaar, erfelijke adel en de titel baron, overdraagbaar bij eerstgeboorte.
- Jonkheer Leon de Witte de Haelen (1857-1933), luitenant-generaal, de titel baron, overdraagbaar bij eerstgeboorte.

## Barones
- Mathilde Hannecart, weduwe van Jules Rolin, persoonlijke adel en de titel barones.

## Ridder
- Jonkheer Jules de Mahieu (1872-1936), de titel tidder, overdraagbaar bij eerstgeboorte.
- Jonkheer Werner Papeians de Morchoven (1875-1926), de titel ridder, overdraagbaar bij eerstgeboorte.

## Jonkheer
- Jules de Beer de Laer (1872-1962), burgemeester van La Reid, erfelijke adel.
- Jules Borel de Bitche (1865-1939), lid van de Hoge Raad voor Kongo, erfelijke adel.
- Théophile de la Chevalerie (1858-1927), erfelijke adel.
- François de Walque (1837-1929), erfelijke adel.
- Ivan Feyerick (1899-1976), erfelijke adel.
- Guy Feyerick (1903-1965), erfelijke adel.
- Francis Houtart (1862-1965), erfelijke adel.
- Paul Houtart (1884-1966), erfelijke adel.
- Albert Houtart (1887-1951), erfelijke adel.
- Edmond van de Kerchove (1871-1948), erfelijke adel.
- Raymond Lippens (1875-1964), erfelijke adel.
- Maurice Lippens (1875-1956), erfelijke adel.
- Edgard Lippens (1883-1967), erfelijke adel.
- Adolphe de Meulemeester (1870-1944), erfelijke adel.
- Robert de Meulemeester (1874-1959), erfelijke adel.
- Joseph Nève (de Mévergnies) (1847-1940), erfelijke adel.
- Paul Rolin Hymans (1867-1934), erfelijke adel.
- Léon Rolin (1871-1950), erfelijke adel.
- Daniel Rolin (1884-1968), erfelijke adel.
- Charles Rolin (1842-1927), erfelijke adel.